# Meribrê Seth
Meribrê Seth est un roi de la XIIIe dynastie. Son règne très court se situe vers -1733, de ? à -1749 (K. S. B. Ryholt), -1709 (R. Krauss, T. Schneider), ou -1708 (D. Sitek).

## Attestations
Meribrê Seth n'est attesté avec certitude que sur le Canon royal de Turin (7, 23). Ryholt suggère que la stèle JE35256, découverte à Abydos et maintenant au Musée égyptien du Caire, portait à l'origine le nom de Meribrê Seth, avec ses nom de Sa-Rê, de Nesout-bity et d'Horus. La stèle, portant la date de l'an 4, a ensuite été usurpée par Khâsekhemrê Neferhotep Ier. Auparavant, l'historien Anthony Leahy a soutenu que la stèle avait été érigée par Khoutaouyrê Ougaf plutôt que par Meribrê Seth, une opinion partagée par Darrell Baker. À l'opposé, le site du temple de Montou à Médamoud, au nord-est de Louxor, a laissé de nombreuses structures en ruines et des vestiges architecturaux qui ont probablement été érigés par Meribrê Seth mais qui ont ensuite été usurpés par son successeur Sekhemrê-Souadjtaouy Sobekhotep. En particulier, un linteau du temple de Montou, aujourd'hui au Musée égyptien du Caire, JE 44944, porte des signes presque effacés correspondant au nom de Sa-Rê du roi.
Jürgen von Beckerath pense que Meribrê Seth peut être identifié à un roi mentionné dans la généalogie du prêtre Memphite Ânkhefensekhmet de la XXIIe dynastie, bien plus tardive. Ce roi porte le nom de Âaqen, littéralement L'âne est fort. Von Beckerath propose que cela fasse référence à Meribrê Seth et que le nom soit à l'origine Sethqen, c'est-à-dire que Seth est fort. En effet, depuis que le dieu Seth a été ostracisé au cours de la XXIIe dynastie, l'hiéroglyphe de l'animal de Seth a été remplacé par l'hiéroglyphe de l'âne, ce qui donne "Âaqen".

## Longueur du règne
La durée du règne de Meribrê Seth est perdue dans une lacune du canon de Turin, sauf pour la fin ... [et] 6 jours. Ryholt propose que les règnes combinés de Smenkhkarê Imyramesha et de ses deux successeurs Sehotepkarê Antef IV et Meribrê Seth s'élèvent à environ dix ans. De plus, d'après le Papyrus Boulaq 18, il y a des raisons de croire que soit Smenkhkarê Imyramesha soit Sehotepkarê Antef a régné pendant plus de cinq ans, laissant ainsi moins de cinq ans à Meribrê Seth.